# オリンピックの身代金 (奥田英朗)
『オリンピックの身代金』（オリンピックのみのしろきん）は、奥田英朗による日本の小説。『野性時代』（角川書店）にて2006年7月号から2008年10月号まで連載された。2005年に刊行された『ララピポ』以来、3年ぶりとなる長編作品。第43回吉川英治文学賞受賞作。2013年にテレビ朝日開局55周年記念番組「55時間テレビ」の一環としてとしてテレビドラマ化された。
主人公の東京大学院生・島崎国男は、深刻な地域格差や貧富の差に疑問と憤りを抱き、オリンピック妨害という大それた犯行を計画するが、島崎の中に強い信念があるわけではなく、成り行きと運とヒロポンによりテロリスト（ローンオフェンダー）へとなっていく様子と、島崎が起こした事件を国民に知らせないまま極秘に捜査し、解決された後も、島崎の存在とオリンピック妨害未遂の事実を隠蔽した警察の姿勢は、何とも言えない空疎な恐ろしさを感じさせ、他のサスペンスにはない奇妙な味わいを持っている。

## あらすじ
昭和39年（1964年）8月22日、東京オリンピックの警備本部幕僚長・須賀修二郎の自宅敷地内から火の手が上がる。それから1週間後の8月29日、中野の警察学校で爆発音と共に火の手が上がる。いずれも新聞報道はなく、現場に駆けつけた警察官だけでなく警察内部全体に厳しい箝口令が敷かれる。第二子の出産を控え、松戸市の常盤平団地に引っ越した捜査一課の刑事・落合昌夫が属する五係の面々に召集がかかり、一切を保秘とする旨をきつく申し渡された上で、前年に相次いで発生した連続爆破事件の犯人が差出人の名に使用した「草加次郎」から“オリンピックのカイサイをボウガイする”“もう一度ハナビをあげます。東京オリンピックはいらない”と爆破の予告状が届いていたことが明かされる。
時は遡り昭和39年7月中旬、東京大学大学院生の島崎国男の元に、出稼ぎで東京オリンピックの工事に携わっていた異父兄・初男の訃報がもたらされる。故郷の秋田から母や義姉らが上京する余裕はなく、国男が荼毘に立ち会い、遺骨を故郷へ持ち帰ることになる。15歳年上の兄は一家の稼ぎ手として、国男が幼い頃から出稼ぎで1年の半分は家を空け、また国男自身が母親の浮気でできた“種ちがい”の子であるという感情の隔たりもあり、遺体と対面しても家族という実感は希薄だった。
久しぶりに帰った故郷は昔と変わらず貧しく、東京の生活に慣れていた国男はその格差に衝撃を受ける。葬儀を終え東京へ戻った国男は、兄が生前働いていた飯場でひと夏働くことを決意する。大学院でマルクス経済学を学ぶ国男は、日本で近くプロレタリア革命が起こると確信しており、その時にはプロレタリアートの側でいたいと思っていることが大きな理由だった。慣れない土方作業に励む国男だったが、別の飯場を仕切る半分ヤクザ者の男に目を付けられ、花札のイカサマ賭博で負け借金を負ってしまう。工期の遅れを責められ、連日朝の8時から夜の10時まで働き、時には午前2時まで通しで16時間も働きづめで時を過ごすうちに、現場には暗黙のヒエラルキーが存在すること、出稼ぎ人夫たちが疲労感を忘れ仕事を続けるためにヒロポンに手を出していることを知り、プロレタリアートの生活の実態をより正確に実体験しようと自身もヒロポンに手を出してしまう。ある日、1人の出稼ぎ人夫が粗悪なヒロポンの過剰摂取で亡くなり、兄・初男の直接の死因もヒロポンの過剰摂取によるものだったことが分かる。オリンピック開催に沸く東京と搾取され貧困にあえぐ地方との格差を身をもって実感した国男は、今の日本にオリンピックを開催する資格はない、東京だけが富と繁栄を享受するのは断じて許されない、戦う術を知らない彼らの代わりに誰かが阻止しなければならないという思いを一層強くしていく。工事で知り合った発破業者の火薬庫からダイナマイトを盗むことに成功した国男は、爆弾のタイマーの作り方を調べ、爆破を実行していく。報道されないという確信を抱いてからはより冷静さを保ち、ヒロポンの影響もありますます気を大きくしていく。
秋田へ帰郷した際に出会った同郷の村田留吉というスリと再会した国男は、自身の考えと既に2度爆破事件を起こしたことについて話し、オリンピックを人質に一緒に国から金を取らないかと持ちかける。村田はオリンピック妨害については拒んだが、金を取ることには賛同した。行動を共にするうち、村田は国男を実の息子のように感じ始めていく。
一方、警察は「草加次郎」からの爆破予告状に戦々恐々としながらも、捜査一課の刑事たちが一歩一歩確実に島崎国男へと迫っていくが、島崎を国体を揺るがす思想犯だと考える公安部と捜査方針で対立する。

## 登場人物

### 主要人物
島崎 国男（しまざき くにお）
本作の主人公。1940年（昭和15年） 生まれ。東京大学大学院でマルクス経済学の研究をしている。痩身で色白で端正な顔立ちをしている。秋田県出身。父が出稼ぎに出ている間に、母が巡業の映画技師と浮気してできた子。出稼ぎで首都高速道路の工事に携わっていた15歳年上の異父兄・初男が工事現場で心不全で死亡したことを受け、生前の兄ひいては出稼ぎに出なければ生活していけないプロレタリアート層がどのような暮らしをしているのかを身をもって知るために、兄が働いていた飯場で肉体労働を始める。
村田 留吉（むらた とめきち）
上野・秋田間では有名なスリ。55歳。前科8犯。兄の遺骨を携えて帰郷した国男にスリを働く。ツイードのハンチング帽をかぶっている。東大大学院生という立場にありながら、人を差別したり見下したりしない国男を気に入る。スリで刑務所を出入りする張り合いのない人生より、反逆精神に満ちた国男の計画に乗った方が良いと考え、国から金を奪う計画に加わる。秋田空襲で妻と2人の子供を失っている。
須賀 忠（すが ただし）
24歳。1940年（昭和15年）、渋谷区千駄ヶ谷生まれ。麻布中学・高校、東京大学経済学部を経て、開局間もない民放テレビ局「中央テレビ」に就職した。歌番組などの制作に携わっている。父は警視庁警務部長、母は旧華族、兄は大蔵省の役人、姉は日本赤十字社に勤務後に外交官と見合い結婚、父方の祖父は元軍人、亡き母方の祖父は衆議院議員。自宅で火事があった後、ガス漏れによる事故だと説明を受け、一方的に勘当され、ミドリのマンションに転がり込む。同僚から爆破事件について聞き、次第に島崎に疑いを持ち始める。

### 警察関係者
警視庁刑事部捜査一課五係
落合 昌夫（おちあい まさお）
30歳。2歳になる息子・浩志（ひろし）と2人目を妊娠中の妻・晴美（はるみ）と3人暮らし。松戸市の常盤平団地に引っ越す。剣道は警視庁一の実力。
岩村（いわむら）
昌夫の同僚で大学の後輩。
森 拓朗（もり たくろう）
警部補。元海軍曹長。あだ名はタンクロー。
宮下 大吉（みやした だいきち）
五係長。警部。
沢野 久雄（さわの ひさお）
巡査部長。昌夫より3歳年上。生命保険会社から転職してきた。
仁井 薫（にい かおる）
警部補。36歳、あだ名はニール。長身痩躯、離婚歴がある。

玉利（たまり）
捜査一課長。中央大学法学部出身。刑事部きっての理論派で、古い慣習を嫌う。
薩摩 隼人（さつま はやと）
警察学校第一教養部。剣道五段。元剣道日本選手権覇者。
田中（たなか）
捜査一課長代理。
倉橋 哲夫（くらはし てつお）
捜査一課巡査部長。40歳。
須賀 修二郎（すが しゅうじろう）
忠の父親。一高、東大法科、内務省を経て警察庁へ入ったエリート。警視庁警務部長。オリンピックの最高警備本部幕僚長（警備責任者）。
矢野（やの）
警視庁公安部公安第一課。早稲田大学法学部出身。細面の鷲鼻で、日本人離れした顔立ち。落合とは警察学校の同期。刑法の試験で満点を記録し、公安部に引き抜かれた秀才。

### 工事関係者
山田（やまだ）
出稼ぎ人夫斡旋業の山新興業社長。男鹿半島出身。兄の遺体を引き取りに来た国男に、初男は病死だったことを認め、訴訟など起こさないよう書面提出を求める。
小倉 貞夫（おぐら さだお）
国男と同郷の男。35歳。初男の葬儀のため帰郷した際、妻から最近連絡が取れず仕送りも途絶えたと相談される。子持ちのホステス・貴子といい仲になってしまった。
塩野（しおの）
国男と同じ飯場の人夫。
米村（よねむら）
国男と同じ飯場の人夫。国男と同郷で25歳。国男にヒロポンを勧める。
矢島 定吉（やじま さだきち）
あだ名はヤマさん。粗悪なヒロポンの過剰摂取で急死する。
新井（あらい）
オリエント土木社員。キツネ目。
樋口 勝男（ひぐち かつお）
糀谷の飯場で夜な夜な賭場を開いて、人夫から金を巻き上げる半分やくざの悪党。30歳。背中から腕にかけて牡丹の刺青を入れており、左手の小指がない。殺人の前科もある。

### その他
小林 良子（こばやし よしこ）
19歳。1945年（昭和20年）8月20日生まれ。製麺工場「神田製麺」の事務員。実家は本郷の古本屋で、常連客である島崎に密かに憧れている。ビートルズの大ファンで、特にポール・マッカートニーが好き。
圭子（けいこ）
良子の高校時代の同級生。同じくビートルズの大ファンで、ジョン・レノンが好き。
ミドリ
赤坂のナイトクラブ「ニューラテンクォーター」の新米ホステス。忠のガールフレンド。日活のニューフェイスだったが、吉永小百合と比べられるのが嫌で小さな芸能プロダクションへ移籍した。向島育ち。
笠原（かさはら）
中央テレビ報道局社会部記者。忠の同期。
大成建設の若手社員
工事の元請け建設会社の社員。過酷な飯場に似つかわしくない国男に目を留め、発破に必要なダイナマイトの受け取りと、競技場の地下通路のひび割れ調査を申し付ける。
北野（きたの）
北野火薬社長。日本大学文学部出身のインテリ。父が倒れたのと勤めていた小さな出版社の倒産が重なり、父の会社を継いだ。妻子持ちだが、国男に関係を迫る。
矢島の妻
夫の遺骨を引き取るために上京。案内役の国男に東京タワーなど名所に連れて行ってもらい圧倒される。
浜野（はまの）
東京大学経済学部教授。マルクスの研究者。島崎が籍を置いている研究室。
ユミ
東京大学文学部の学生。東大の医学部中央館の地下室を不法占拠しているトロツキズム色が濃いサークル《世界史研究会》の一員。「ナンセンス」が口癖。
キン
荒川の三河島、朝鮮人集落にいる男。村田の古くからの知り合いで、裏世界で様々な手配をする面倒見と呼ばれる。

## テレビドラマ
2013年11月30日 - 12月1日にテレビ朝日開局55周年記念番組として、2夜連続ドラマとしてテレビドラマ化。原作と同名タイトルでドラマ化されているが、公式サイトのタイトルロゴの表記は『オリンピックの身代金〜1964年・夏〜』となっている。第1夜は同年11月30日21:00 - 23:21、第2夜は同年12月1日21:00 - 23:10（いずれもJST）から2夜連続で放送。主演は竹野内豊。
原作と異なりドラマ版では島崎を追う刑事の落合昌夫が主人公に変更された。刑事側が主人公ということで、価格.COMのテレビ紹介情報では「刑事ドラマ」としている。実際のオリンピックの映像として記録映画『東京オリンピック』の映像が随所に使用された。
また、原作では語られなかった、落合昌夫が15歳のときに遭遇した1945年3月10日の東京大空襲で母を亡くすという過去のエピソードが新たに追加され、これにより年齢も30歳から34歳に変更されているなど、登場人物のキャラクター設定などに追加や変更点が見られる。一方、原作にあった性的描写があるが、ドラマではカットされている。
ドラマオリジナルキャラクターも登場する。原作でユミに相当する人物として落合昌夫の妹である落合有美が登場するほか、上野署の窃盗犯を追う所轄の3係刑事に相当する人物として上野署スリ担当刑事の佐藤茂雄が登場する。浜野教授にいたっては容姿、性別が変更され、原作では初老の男性だが、ドラマ版では江角マキコが演じることもあり、40代の黒髪の女性の姿となっている。
2013年9月7日に2020年夏季オリンピックの開催地として東京に再び決定してから間もないドラマ放映だが、これについて島崎役の松山は「まさか、2020年の五輪の開催決定にドラマの放送が合うとは思ってもいなかった。」と述べている。

### キャスト
役名は公式HP及び劇中表記から引用。詳細な人物説明は原作項目を参照し、本項目は簡単な説明を記載。

#### 警視庁

##### 刑事部捜査第一課
- 落合 昌夫（第5係警部補） - 竹野内豊[10]（少年期：丸山瀬南）
- 岩村 傑（第5係刑事・落合の相棒） - 斎藤工
- 仁井 薫（第5係警部補） - 小澤征悦
- 森 拓朗（第5係警部補） - 中本賢
- 沢野 久雄（第5係巡査部長） - 飯田基祐
- 倉橋 哲男（第5係巡査部長） - 遠藤要
- 宮下 大吉（第5係係長警部） - 光石研
- 田中 正治（課長代理） - 大杉漣
- 玉利 実（課長） - 沢村一樹

##### 警察関係者
- 須賀 修一郎（東京オリンピック最高警備本部幕僚長） - 岸部一徳
- 佐藤 茂雄（上野警察署スリ担当刑事） - 唐沢寿明
- 矢野 進（公安部刑事） - 鈴木一真
- 分隊長（警備部第一機動隊） - 西岡德馬
- 警官（花火大会の交通規制担当警官） - 寺島進

#### 連続爆破事件関係者
- 島崎 国男（東京大学大学院生） - 松山ケンイチ[11]（幼少期：横山陽紀）
- 落合 有美（昌夫の妹・東京大学生） - 黒木メイサ[12][13]（幼少期：平澤宏々路）
- 須賀 忠（中央テレビディレクター・須賀家次男） - 速水もこみち
- 藪谷 潔（学生運動リーダー・東京大学生） - 桐谷健太
- 村田 留吉（前科5犯の列車専門スリ師） - 笹野高史
- 須賀 勝（外務省東京オリンピック対策委員・須賀家長男） - 原田龍二
- 北野 清（北野火藥社長・ダイナマイト盗難被害者） - 田中哲司
- 山田 晋一（山晋興業社長・ダイナマイト購買顧客） - 柄本明
- 大羽 源三（暴力団「大羽会」会長・被害者） - 國村隼
- キン（裏社会の面倒見） - 泉谷しげる

#### 島崎家
- 島崎 初男（国男の兄・出稼ぎ労働者） - 相島一之（青年期：國重光司）
- 島崎 清子（初男の妻） - 原沙知絵
- 島崎 梅子（国男・初男の祖母） - 草笛光子
- 島崎 和夫（初男・清子の息子） - リー泰我
- 島崎 明子（初男・清子の娘） - 堰沢結衣
- 梶本 昌吉（国男の親戚） - 日野陽仁

#### 建設現場関係者
- 山田 晋一（人夫斡旋会社「山晋興業」社長） - 柄本明
- 米村 繁（山晋興業人夫） - 渡辺大
- 樋口 武雄（オリエント土木人夫・大羽会準構成員） - 六平直政
- 寺田 義男（樋口の手下・大羽会構成員） - 石田卓也
- 塩野（山晋興業人夫） - 田中要次
- 川合（日央建設社員） - 柿澤勇人
- 山下 千代（出稼ぎ労働者の妻・未亡人） - 戸田恵子

#### その他
- 落合 晴美（昌夫の妻） - 吹石一恵
- 落合 浩志（昌夫・晴美の息子） - 多々良慶
- 月丘 ミドリ（忠の恋人・モデル） - 榮倉奈々
- 笠原 栄子（中央テレビ報道局局員） - 天海祐希
- 山本（学生運動のリーダー格） - 柄本佑
- 浜野 敏子（東京大学経済学部教授） - 江角マキコ
- 小林 良子（洋裁学校生徒・古書店の娘） - 黒川智花
- 圭子（良子の親友・洋裁学校生徒） - 石橋杏奈
- 佐々木車掌（東京発秋田行の夜行列車車掌） - 近藤芳正
- 山辺駅長（東大曲駅駅長） - 平泉成
- ヨネ（釜岸つり具店店主） - 佐々木すみ江
- あけみ（占い師・ヒロポン売人） - 室井滋
- 風間（留吉のスリの目撃者） - 山口智充
- ルンバ（大羽会爆破事件の目撃者） - 渡辺哲
- 警備員（国立競技場担当の警備員） - 今井雅之
- 寿司屋店主（櫻寿司大将） - ベンガル
- 組員（大羽会構成員） - 前川泰之
- 大家（国男の下宿先） - 渡辺いっけい

#### その他出演者
- 阿部亮平、新井康弘、大谷亮介、河野洋一郎、越村友一、原金太郎、舟木幸、螢雪次朗

### スタッフ
- 原作 - 奥田英朗
- 脚本 - 東本陽七、藤田淳志
- 音楽 - 沢田完
- 監督 - 藤田明二
- 脚本協力 - 七橋斗志夫、渡辺謙作
- 監督補 - 高橋伸之
- 助監督 - 安立公良
- 撮影 - 川田正幸
- 照明 - 藤川達也
- 美術 - 村竹良二
- 選曲効果 - 大貫悦男
- VFXスーパーバイザー - 山本貴歳
- VFXディレクター - 戸枝誠憲
- VFXコンポジター - 古家大悟
- VFX - 後藤洋二
- テクニカルディレクター - 小林宏嗣
- CG協力 - 4d、イマージュ、モーターライズ
- 肌絵師 - 田中光司
- 殺陣 - 深作覚
- 操演 - 大宮敏明（パイロテック）
- 警察監修 - 久保正行（チーム五社）
- 映像協力 - 監督：市川崑『東京オリンピック』
- 劇中使用映画 - 監督：池広一夫『座頭市あばれ凧』
- 映像提供 - 中日映画社、毎日映画社、読売映像
- 協力 - 崑プロ、朝日新聞社、FUJINON
- 劇用車協力 - プリンスガレージかとり、オートメディック、カーショップGOOD、富士映画、マエダオート
- ロケ協力 - 国立競技場、北九州市、北九州フィルムコミッション、東京ロケーションボックス、北九州モノレール、九州旅客鉄道、滋賀ロケーションオフィス、名古屋観光コンベンションビューロー、新宿区文化観光課、NPO法人かわさきMOVEART応援隊、八王子フィルムコミッション、NPO法人パートナーシップきさらづ、常総市フィルムコミッション推進室
- 技術協力 - バスク
- 照明協力 - 嵯峨映画
- 美術協力 - テレビ朝日クリエイト
- 装飾 - テレフィット
- 編成 - 井上千尋、尾木晴佳
- チーフプロデューサー - 五十嵐文郎
- プロデューサー - 船津浩一、大江達樹、飯田爽、椿宜和、河添太
- プロデューサー補 - 西原宗実、竹下舞、山形亮介
- 韓国スタッフ
  - プロデューサー - Hee Il Choe、Jeong Min Bae
  - ラインプロデューサー - Kyoung Je Park
  - セットデザイン - Hyun Soo Park
  - 美術監督 - Gun Soo Park
  - スタジオ - 陜川（ハプチョン）映像テーマパーク
  - コーディネート - 慶南フィルムコミッション（Gyeong-Nam Film Commission）
- 制作協力 - 角川映画
- 制作著作 - テレビ朝日